# Waanzinnig om te weten
Waanzinnig om te weten is een serie populair-wetenschappelijke boeken, in Nederland uitgegeven door Kluitman. De serie is een vertaling en een aanpassing van de Engelse series Horrible Histories, Horrible Science, Horrible Geography en Totally (vroeger bekend als The Knowledge), maar niet alle delen zijn in het Nederlands vertaald. De boeken zijn bedoeld voor kinderen van ongeveer 10 tot 15 jaar. Deze serie omvatte in januari 2009 36 boeken. De boeken, die over zeer verschillende onderwerpen gaan, zijn geschreven door verschillende auteurs, onder andere Nick Arnold, Terry Deary en Anita Ganeri. Daarnaast zijn er nog twee jubileumalbums: "De Waanzinnige Wetenschap van Werkelijk Alles" en "De Waanzinnige Geschiedenis van de hele wereld". Ook zijn er in oktober 2007 drie extra uitgaven uitgekomen: "Waanzinnig om te weten extra: Piraten", "Waanzinnig om te weten extra: Ridders" en "Waanzinnig om te weten extra: Krijgers". Er zijn ook twee boeken uitgegeven met puzzels: "Dreigende dino's" en "Boeiende beestjes".
In deze boeken worden op een humoristische en voor kinderen begrijpelijke manier wetenschappelijke onderwerpen uitgelegd. De moraal is steeds dat wetenschap leuk is, niet saai. Achter in de boeken wordt vaak een kort stuk uit een ander boek opgenomen, om een voorproefje daarvan te geven. Ook wordt een lijst van (tot dan toe) alle andere boeken gezet. Af en toe wordt er achterin ook reclame gemaakt voor een andere vergelijkbare serie; 'het allesboek over...'. Verder zit er achterin ook een stukje over de schrijver en de tekenaar, en zie je een lijst met boeken en sites met relevante informatie over het onderwerp van het boek.
Tot nu toe zijn de volgende boeken verschenen:
Aardrijkskunde
- Echt gigantisch, dat heelal
- Vurige vulkanen
- Donder & bliksem en meer over het weer
- B(l)oeiende regenwouden
- Zeebenen & Zeebeesten
- Woeste woestijnen
- IJzingwekkend veel ijs
- Wereldschokkende aardbevingen
- Monsterlijke meren

Geschiedenis
- Steengoed, die steentijd
- Die eeuwige Egyptenaren
- Die gave Grieken
- Die rare Romeinen
- Ruige ridders en kille kastelen
- Die verbazingwekkende Verenigde Staten
- Krijgers (extra serie)
- Piraten (extra serie)
- Ridders (extra serie)
- Razende Romeinen (juniorserie)
- Ongelooflijk gave opgravingen
- Muziek: van Mozart tot megaster
- De Waanzinnige Geschiedenis van de hele Wereld (groot formaat)

Biologie
- Buitengewoon bijzondere beesten
- Kriebelende kruipertjes
- Dooie Dino's
- Bloeddorstige Beesten
- Mega Mooie Minimonsters
- De waanzinnige wetenschap over jou (groot formaat)
- Huis vol horror

Menselijk lichaam
- Bloed, botten en de rest van je body
- Je briljante brein
- Je spetterende spijsvertering
- Handig handboek voor lijfbezitters

Natuur en techniek
- Machtige krachten
- Grappige, grillige en geniale getallen
- Crashende computers
- Chemische chaos
- Explosieve experimenten
- Schokkende elektriciteit
- Extreme energie!
- De Waanzinnige Wetenschap van Werkelijk Alles (groot formaat)

Sport en hobby
- Die onverslaanbare Olympische Spelen
- Linkspoten, buitenbeentjes en andere voetbalhelden
- Machtige magie en goochem gegoochel